# Полупроводниковый лазер
Полупроводниковый лазер — твердотельный лазер, в котором в качестве рабочего вещества используется полупроводник. В таком лазере, в отличие от лазеров других типов (в том числе и других твердотельных), используются излучательные переходы не между локализованными уровнями энергии атомов, молекул и ионов, а между разрешёнными энергетическими зонами или подзонами кристалла. В полупроводниковом лазере накачка осуществляется:
- непосредственно электрическим током (прямая накачка);
- электронным пучком;
- электромагнитным излучением.

Под именем полупроводниковых часто встречается гибридный лазер, состоящий из мощного светодиода накачки и наклеенного на него твердотельного активного элемента. Плюс таких лазеров в том, что светодиодную структуру накачки можно сделать довольно протяженной и, соответственно, мощной. Механические деформации от нагрева меньше сказываются на активном элементе. «Полупроводниковые» лазеры с мощностями единицы-десятки ватт делают в основном именно по такой технологии. Визуально отличить гибридный лазер от полупроводникового довольно сложно.
Поскольку в полупроводниковом лазере возбуждаются и излучают коллективно атомы, составляющие кристаллическую решётку, сам лазер может обладать очень малыми размерами.
Другими особенностями полупроводниковых лазеров являются высокий КПД, малая инерционность, простота конструкции.
Типичным представителем полупроводниковых лазеров является лазерный диод — лазер, в котором рабочей областью является полупроводниковый p-n-переход. В таком лазере излучение происходит за счет рекомбинации электронов и дырок.